# Macizo de la Maladeta
Macizo de la Maladeta är ett berg i Spanien.   Det ligger i provinsen Provincia de Huesca och regionen Aragonien, i den nordöstra delen av landet, 400 km nordost om huvudstaden Madrid. Toppen på Macizo de la Maladeta är 2 833 meter över havet.
Terrängen runt Macizo de la Maladeta är huvudsakligen bergig, men åt sydväst är den kuperad. Runt Macizo de la Maladeta är det glesbefolkat, med 8 invånare per kvadratkilometer. Närmaste större samhälle är Vielha, 13,0 km nordost om Macizo de la Maladeta. Trakten runt Macizo de la Maladeta består i huvudsak av gräsmarker.